# Fortificaciones de la Guerra Civil en el Coll de Balaguer
Las fortificaciones de la Guerra Civil Española (1936-1939) del Coll de Balaguer se encuentran situadas en el municipio de Vandellós y Hospitalet del Infante, en la provincia de Tarragona. Se trata de un gran conjunto de infraestructuras defensivas construidas por el bando republicano durante la contienda con el objetivo de defender Cataluña de una posible invasión del bando sublevado desde tierras valencianas. El conjunto global está compuesto por más de 500 elementos defensivos divididos en 11 sectores, en los que es posible encontrar líneas de trinchera, búnkeres, nidos de ametralladora, refugios antiaéreos, baterías, entre otros.

## Antecedentes
Tras el estallido y posterior fracaso del golpe de Estado del 17 de julio de 1936 ambos bandos, especialmente el republicano, iniciaron una profusa operación de fortificación de sus principales puntos estratégicos, operación que no hizo más que incrementarse en el transcurso de la guerra. Entre estos puntos estratégicos se encontraba el Coll de Balaguer y Hospitalet del Infante, localidad adyacente, que fueron testigos de una de las mayores y más desconocidas operaciones de fortificación de toda la guerra en Cataluña. Dicha operación fue dividida en dos fases, una primera desarrollada en la temprana fecha de principios de 1937, y una segunda mucho más prolija, llevada a cabo desde la primavera de 1938. De hecho esta segunda fase sería diseñada por el propio general republicano Vicente Rojo, quien proyectó un complejo sistema de líneas de defensa de Cataluña, quedando el Coll de Balaguer encuadrado en la L-2.
Indistintamente ambas fases tuvieron la función de evitar la posible toma del territorio por las fuerzas sublevadas, con la consiguiente ventaja geográfica que ello conllevaría, ya que supondría la pérdida definitiva de la conexión Valencia-Cataluña.

## Primera fase (1937)

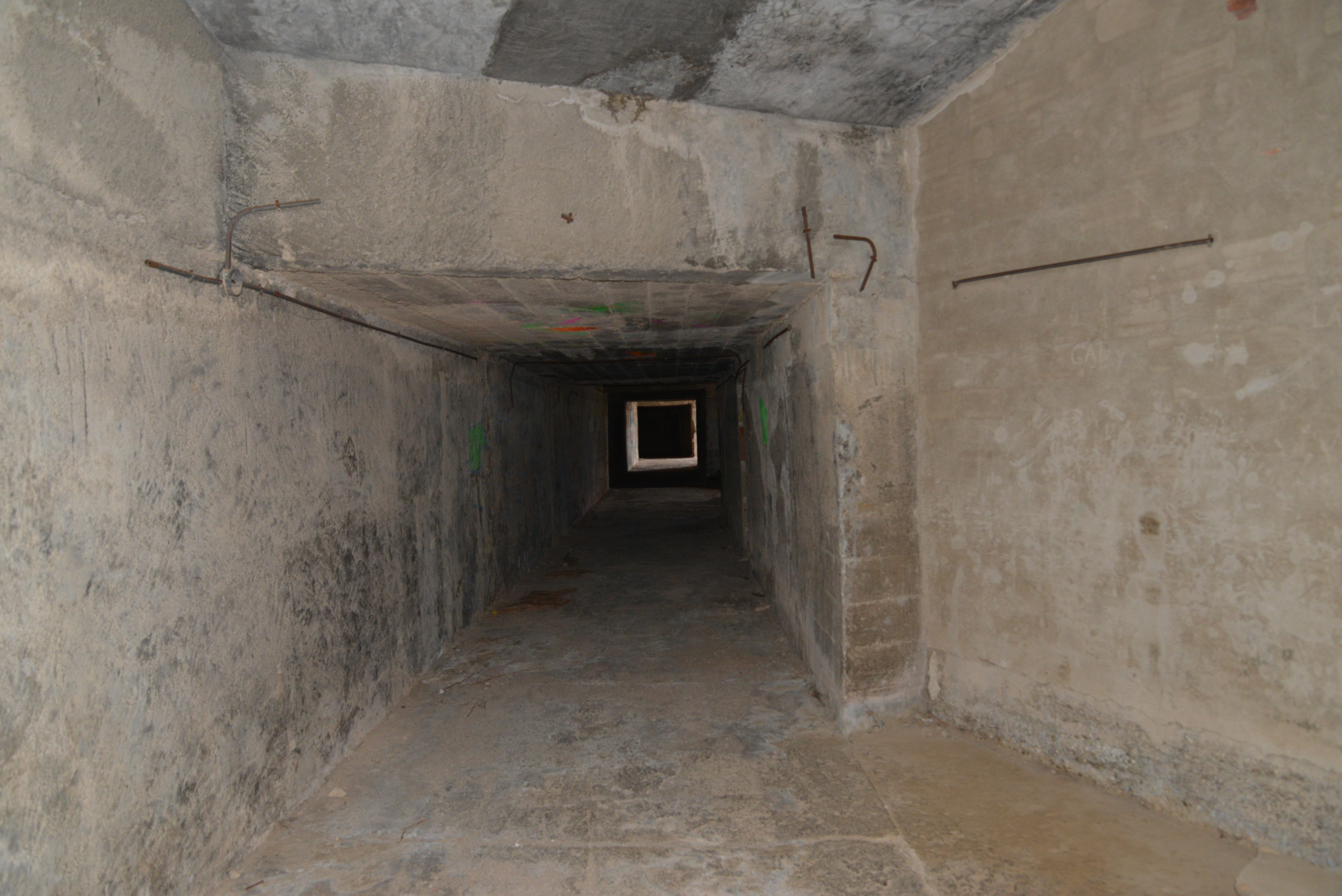
Galería interior de la batería de cuatro cañones de la Pitrassa, en el sector de la Bassa Nova.

Como hemos mencionado anteriormente, las primeras construcciones defensivas que se erigieron en el Coll de Balaguer fueron las llevadas a cabo a principios de 1937, las cuales se centraron en la protección de la línea de costa de posibles ataques y desembarcos nacionales. Su construcción vino motivada principalmente por la desprotección de la costa catalana frente a este tipo de ataques, tal y como atestigua el bombardeo naval del crucero franquista Canarias el 30 de octubre de 1936 en la ciudad de Rosas. «Este ataque provocó un pánico generalizado en toda la costa catalana por ser la primera agresión que recibía la retaguardia catalana y sobretodo por la posibilidad de un desembarco de tropas franquistas en cualquier punto del litoral catalán».
De esta forma, esta primera fase cristalizó en la edificación de 3 baterías de artillería, 2 nidos de ametralladora, 2 líneas de trinchera, 3 refugios antiaéreos y 32 parapetos en el conocido como sector de Caladoques-Torn. Sin embargo, si existe una fortificación que destaca por encima del resto, esa es sin lugar a duda la batería de la Pitrassa, pues con su imponente estructura de hormigón reforzado y sus 4 casamatas preparadas para albergar cañones Ordóñez de 150mm, constituye todo un símbolo de la determinación del bando republicano por proteger el Coll de Balaguer. Esta batería pretendía no solo proteger la costa, sino también batir toda el área previa al Coll de Balaguer, llegando así hasta el golfo de Sant Jordi.

## Segunda fase (1938)
La segunda fase de fortificación se inició a partir de abril de 1938, teniendo como objetivo la defensa de todo el Coll de Balaguer en su conjunto, lo que conllevó la construcción de un número y variedad de infraestructuras y elementos defensivos muy superiores a los llevados a cabo en la primera fase. De hecho, son escasas las similitudes entre una y otra etapa, pues además de las diferencias cronológicas y cuantitativas, esta segunda fase se caracterizó por un elemento fundamental: ser construida por prisioneros de guerra. En efecto, el 14 de abril de 1938 llegaba a la estación de trenes de Hospitalet un convoy procedente del penal de Sant Miquel dels Reis de Valencia con entre 700 u 800 prisioneros del bando nacional, mayoritariamente soldados capturados durante la batalla de Teruel de enero de 1938. Estos prisioneros, que aumentarían hasta los 2.500, serían hacinados en el Campo de Trabajo nº2 del Servicio de Inteligencia Militar situado en la misma localidad.
Así las cosas, estos prisioneros trabajarían entre el 15 de abril y el 23 de septiembre de 1938 en la construcción de las diversas fortificaciones del Coll de Balaguer, debiendo afrontar asimismo unas condiciones de trabajo infrahumanas, lo que causó la muerte de algunos de ellos.
Dada la abundante mano de obra y la importancia del proyecto, pues pretendía nada menos que parar al avance del ejército franquista hacia Cataluña, se fortificó el Coll de Balaguer hasta la extenuación diseñando un complejo sistema de líneas defensivas consecutivas, que, complementadas entre sí, permitían cubrir la totalidad de los numeroso barrancos presentes en la zona, convirtiendo así al angosto Coll de Balaguer en un paso difícilmente traspasable para el ejército franquista.
Debido al gran número de fortificaciones, se procede a continuación a una breve explicación y clasificación según su tipología.

### Trincheras

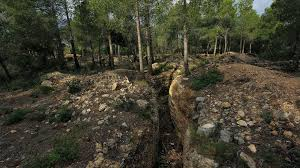
Vista lateral de una trinchera

Sin lugar a duda, las trincheras son uno de los elementos más abundantes en todo el Coll de Balaguer, siendo su función la de proteger del fuego enemigo a los soldados que en ellos se situaban, además de dotarlos de una posición de disparo privilegiada. Estas trincheras solían estar reforzadas por nidos de ametralladora o búnkeres, además de contar en su centro con refugios antiaéreos para proteger a la tropa.

En total se pueden encontrar hasta 44 líneas de trinchera en todo el territorio, siendo especialmente remarcarle su presencia en el sector de la Bassa Nova. Además destaca la gran variedad con que fueron construidas, pues se pueden encontrar trincheras convencionales, excavadas en roca o reforzadas con cemento.

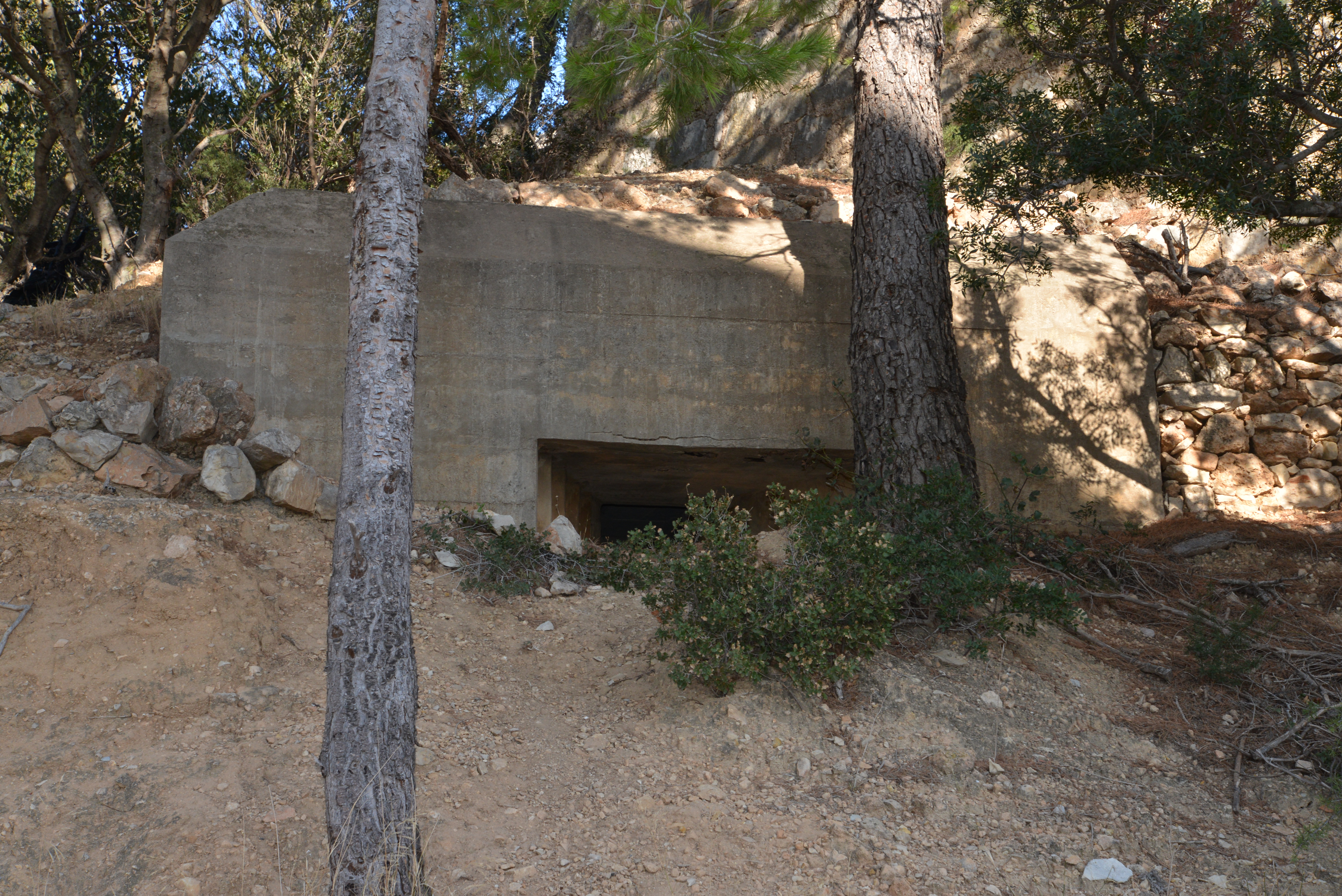
Vista frontal del nido de ametralladora del Pont dels Dos Ulls en el sector de la Bassa Nova

### Nidos de ametralladora
Otro elemento fundamental en la composición defensiva del Coll de Balaguer son los nidos de ametralladora. Estos, conectados normalmente con trincheras o polvorines, permitían a la tropa apostar armas automáticas en puntos clave, aumentando así la eficiencia y protección de la zona cubierta.
En total se pueden encontrar hasta 35 nidos de ametralladora o nidos de fusiles ametralladores, estos últimos una versión más reducida de los primeros. En lo que respecta a su construcción estos presentan diferentes formas, pues podemos encontrar desde nidos de ametralladora descubiertos, de piedra seca o recubiertos de hormigón armado.

### Observatorios
Bastante parecidos en su construcción a los nidos de ametralladora pero con una función diferente encontramos los observatorios. Estos, como su nombre indica, tenían la función de observar y controlar desde la distancia el movimiento de tropas y el desarrollo de la batalla.
En total existen unos 16 observatorios a lo largo del Coll de Balaguer, pudiendo variar su forma y materiales de construcción según las necesidades y circunstancias del sector en el que se situaban.

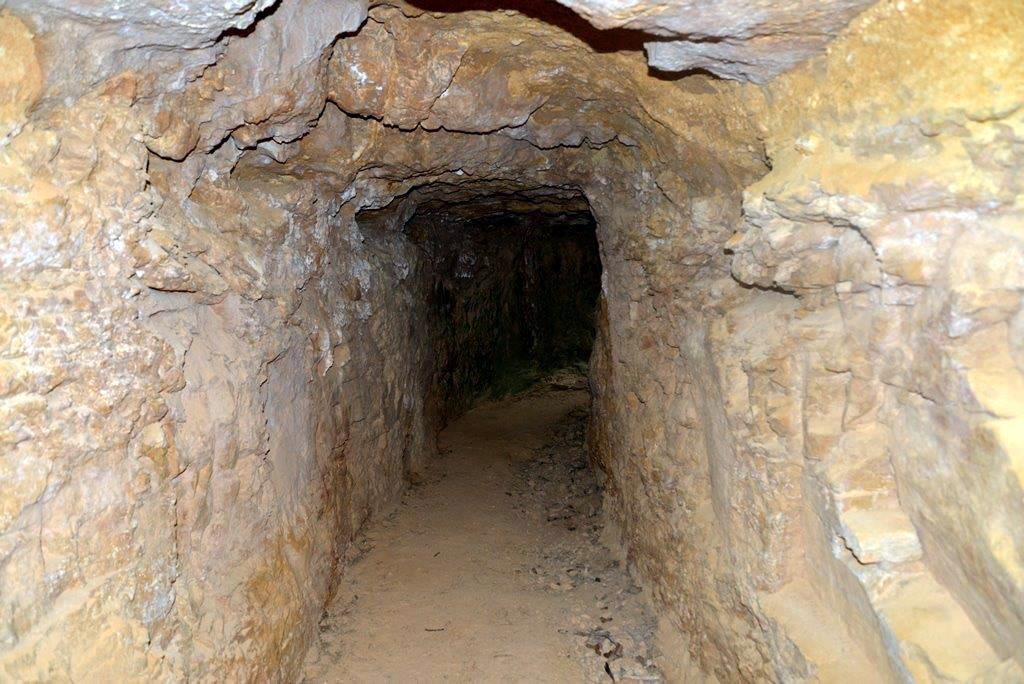
Interior de un polvorín situado en el sector Llèria-Albercoquer

### Refugios y polvorines
Los refugios y polvorines forman otra infraestructura básica en la configuración de la defensa del Coll de Balaguer. El objetivo de estos era el de guarecer a la tropa de los posibles ataques aéreos o de artillería desarrollados durante la batalla, o en el caso de los polvorines, el de mantener protegida y accesible la munición y el armamento, especialmente el de gran calibre. Si bien es cierto que su forma de construcción era bastante similar, pues en ambos casos consistía en la perforación de galerías subterráneas, en el caso de los polvorines estos solían estar algo más alejados de la línea de combate, mientras que los refugios acostumbraban a estar presentes en las propias trincheras, facilitando así su acceso en caso de ataque.
En el territorio se pueden encontrar nada menos que 82 refugios y 28 polvorines.

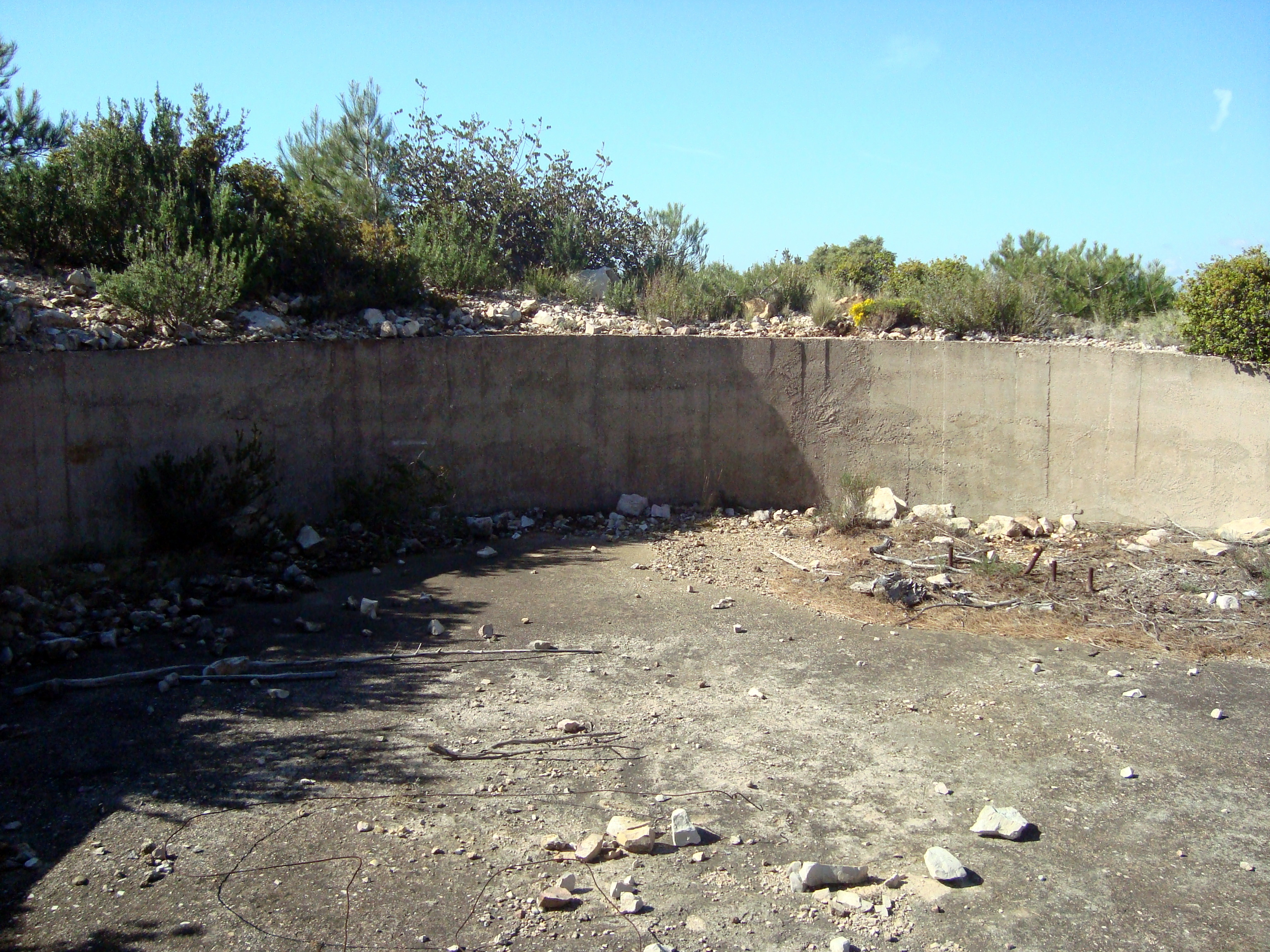
Posición de artillería antiaérea en el sector de la Bassa Nova

### Artillería antiaérea
Más allá de la batería antiaérea construida en la primera fase del año 1937, se llegaron a instalar hasta 3 posiciones de artillería antiaérea más en el Coll de Balaguer, concretamente en el sector de la Bassa Nova. Su función era evidente, evitar las posibles incursiones de la aviación nacional en el Coll de Balaguer protegiendo así el resto de fortificaciones. 

### Parapetos
Una de las construcciones más sencillas y rápidas de construir como defensa son los parapetos. Estos son simples pero eficaces muros de protección erigidos principalmente con piedra del territorio, pudiendo ser individuales o colectivos. Se podían situar en lugares donde bien no era posible la construcción de trincheras o cuando de existir estas, se las quería dotar de mayor apoyo.

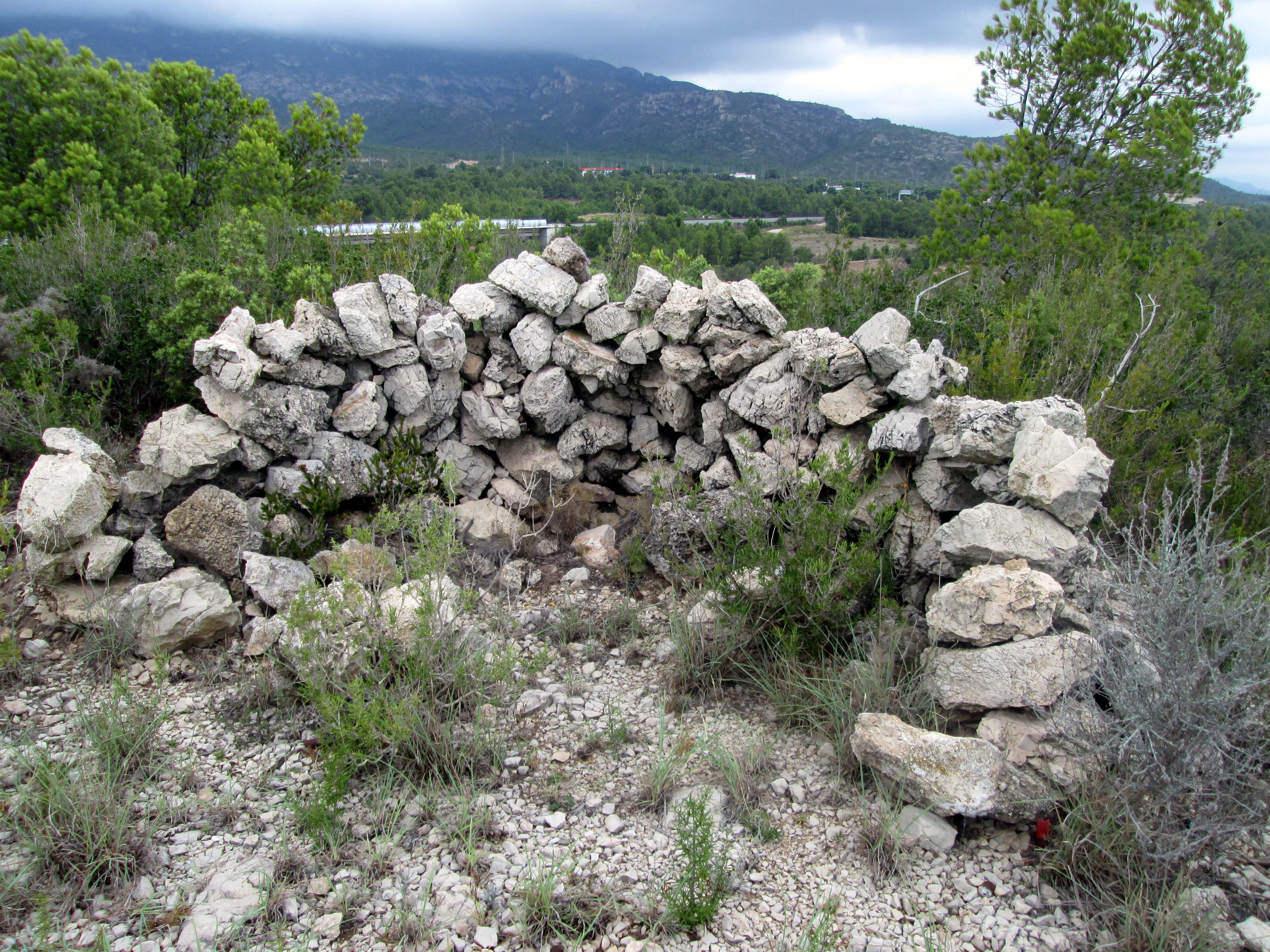
Parapeto individual

En total existen 136 parapetos como elemento defensivo en todo el territorio.

### Red de comunicaciones
Otro elemento constructivo fundamental en el planteamiento de toda fortificación son las vías de comunicación. De esta forma, se tejió una compleja red de comunicaciones con el objetivo inicial de facilitar la construcción de las fortificaciones, y una vez finalizadas estas, permitir el abastecimiento del frente y la rápida evacuación de heridos hacia posiciones de retaguardia. Estas infraestructuras podían ser carreteras, caminos o pistas para infantería, animales o vehículos, siendo la mayoría utilizables hoy en día.

### Posiciones de artillería indirecta
Unas construcciones defensivas también importantes por su capacidad destructiva son las posiciones de artillería indirecta, grupo en el que encontramos principalmente las posiciones antitanque y las posiciones para mortero. Las primeras, tal y como nos indica su denominación, se trataban de emplazamientos preparados para albergar artillería antitanque, situándose normalmente en lugares elevados y encarada hacia vías de comunicación por la que la caballería mecanizada enemiga podía acceder. En cambio las posiciones de mortero eran emplazamientos diseñados para acoger piezas de mortero, las cuales disparaban en trayectoria curva, soliéndose situar cerca de trincheras y observatorios.

Se conservan 20 posiciones de mortero y 3 de artillería antitanque.

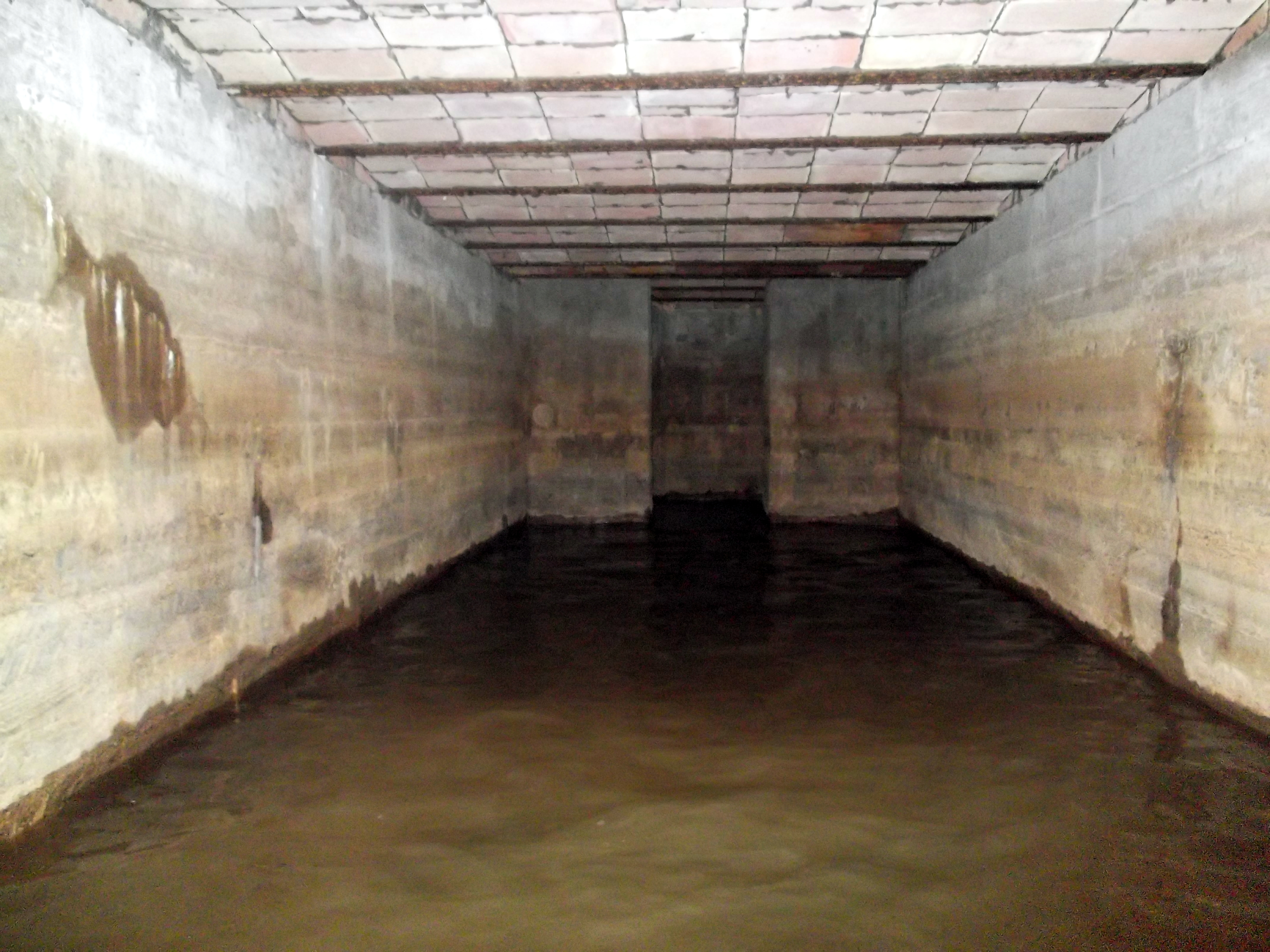
Vista del interior de la cisterna del depósito de agua del sector del Barranc del Cap del Terme

### Estructuras hídricas
Debido al clima de secano inherente al mediterráneo, el abastecimiento de agua dulce en el frente era fundamental para mantener una correcta línea de defensa. De esta forma, el ejército republicano aprovechó todos las estructuras preexistentes, tales como cisternas o aljibes, para garantizar el suministro de agua en los diferentes sectores. A pesar de esto, el bando republicano tuvo que construir depósitos que tenían la función de filtrar el agua de lluvia y almacenarla en una cisterna interior, todo ello camuflado para evitar su localización por la aviación nacional.

## Fin de la guerra
Pese a todo el esfuerzo depositado por la República en la defensa y fortificación a ultranza del Coll de Balaguer, lo cierto es que esta infraestructura apenas fue utilizada durante la contienda. Esto se debe a que la invasión final de Cataluña por parte del ejército franquista se llevó a cabo desde el frente de Aragón, penetrando así a través de Lérida, evitando de esta forma el angosto y bien pertrechado Coll de Balaguer. En consecuencia, los soldados que ocupaban la zona tuvieron que retirarse apresuradamente abandonando las posiciones fortificadas sin presentar ninguna resistencia. De hecho, el contingente republicano en retirada se vio obligado a deshacerse del armamento y municiones, así como de volar diferentes puentes para evitar que cayeran en manos del enemigo.
Finalmente el 14 de enero de 1939 la 2a Brigada de Caballería de la 105a División franquista ocupaba el Coll de Balaguer, y al día siguiente los batallones 101 y 103 tomaban l'Hospitalet de l'Infant en su inexorable camino hacia Barcelona.
Debido a que las fortificaciones nunca fueron utilizadas en combate estas iniciaron un largo proceso de olvido y deterioro, únicamente interrumpido por algunas iniciativas de catalogación. La primera de ellas fue realizada por el soldado y maestro Federico Fraile quien, junto con dos militares más, clasificaron y registraron en mapas las fortificaciones que pudieron encontrar, siguiendo así la orden de un gobierno franquista que temía en sus primeros años de vida una posible invasión aliada al finalizar la Segunda Guerra Mundial. Más allá de esta catalogación, y otra posible llevada a cabo en 1943, todo el conjunto defensivo se perdió en las arenas del tiempo, quedando absorbido y camuflado por la maleza y los barrancos del territorio.

## Actualidad
A pesar del paso de los años, muchas de las fortificaciones se han mantenido hasta nuestros días en un buen estado de conservación permitiendo así su visita. De hecho, a partir del año 2008 y gracias a los trabajos de catalogación liderados por el historiador local Alfons Tejero y con la ayuda del GRIEGC (Grup de Recerca i d'Investigació d'Espais de la Guerra Civil) se ha producido una intensa campaña de recuperación y de promoción a través de diversas publicaciones, visitas y planes especiales de protección. 
De todo este esfuerzo de catalogación se estableció una división del territorio en 11 sectores: Barranc de les Forques (BF), Barranc del Cap del Terme (BT), Almadrava-cala Ronyosa (AC), Collet del Vent (CV), Comú de Veïns-el Gall (CG), Central Nuclear (CN), Llèria-Albercoquer (LA), Bassa Nova (BN), Barranc de l'Aigualcoll (BA), Caladoques-Torn (CT) y Hospitalet-Llastres (HL). 

Actualmente gran parte de las fortificaciones son visitables, organizándose visitas guiadas a tal efecto.

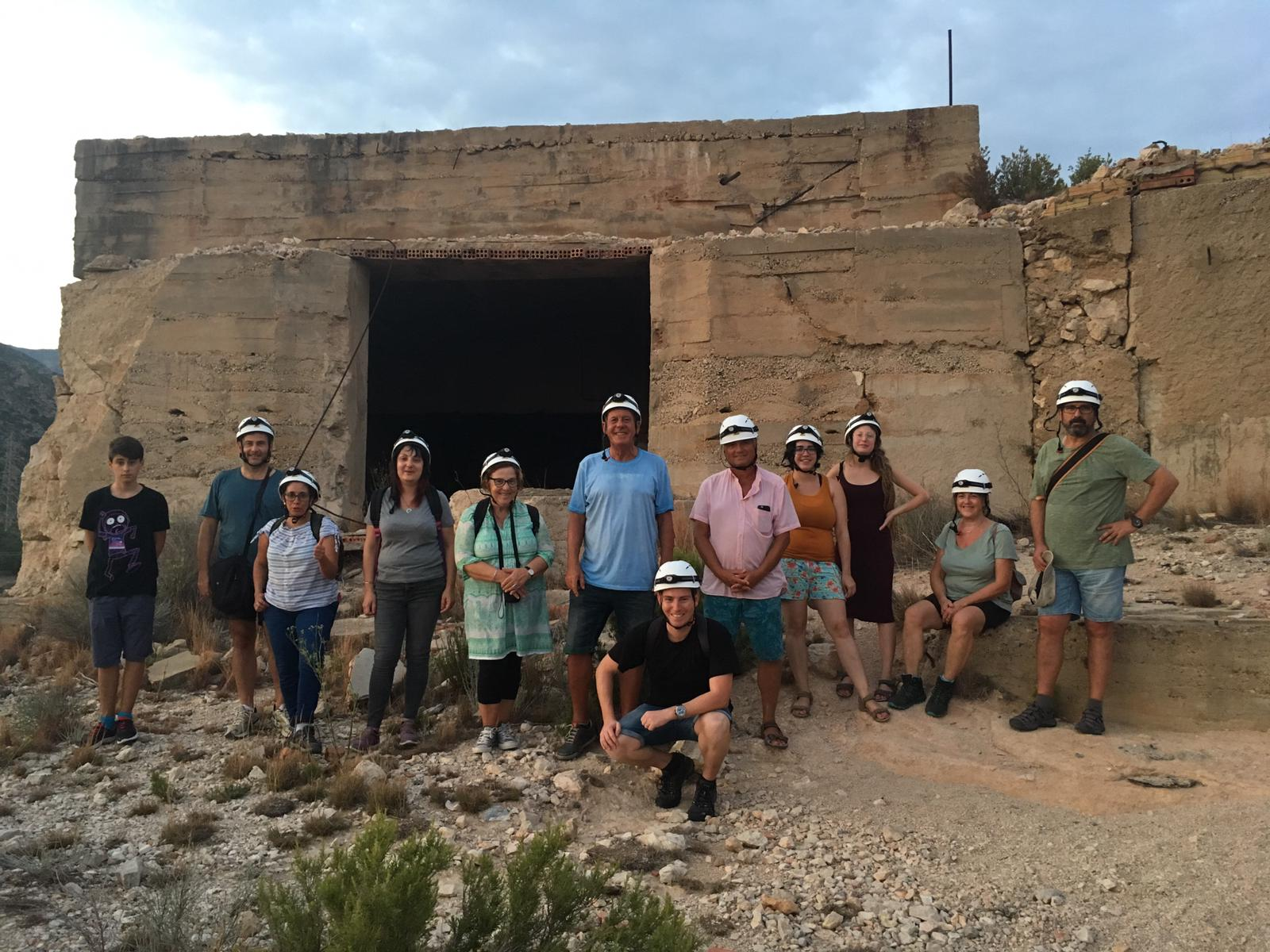
Visita turística a la batería de la Pitrassa